# Campeloma parthenum
Campeloma parthenum är en snäckart som beskrevs av Anna Murray Vail 1979. Campeloma parthenum ingår i släktet Campeloma och familjen sumpsnäckor. Inga underarter finns listade i Catalogue of Life.